# Going Inside
Going Inside es el segundo EP de John Frusciante, lanzado el 5 de marzo de 2001. Las canciones "Time Is Nothing" y "The Last Hymn" son B-sides de To Record Only Water for Ten Days, mientras que "Time Is Nothing" también se puede encontrar entre los demos de To Record Only Water for Ten Days. "So Would Have I" y "Beginning Again" están presentes en el disco descargable From the Sounds Inside.

## Lista de canciones
Todas las canciones compuestas por John Frusciante.
1. "Going Inside" - 3:35
2. "Time Is Nothing" – 2:30
3. "So Would've I" – 2:07
4. "The Last Hymn" – 1:56
5. "Beginning Again" – 2:06

## Videoclip
El cineasta Vincent Gallo fue el encargado de realizar un videoclip para la canción. Años después, Frusciante trabajaría en el soundtrack de The Brown Bunny, cinta de Gallo.
- Datos: Q5577808